# Димер, Брайан
Брайан Ли Димер (англ. Brian Lee Diemer; род. 10 октября 1961, Гранд-Рапидс, Мичиган) — американский легкоатлет, специалист по стипльчезу. Выступал за сборную США по лёгкой атлетике в 1980-х и 1990-х годах, обладатель бронзовой медали Олимпийских игр в Лос-Анджелесе, чемпион Игр доброй воли, серебряный призёр Панамериканских игр, четырёхкратный чемпион США, победитель и призёр ряда крупных международных стартов.

## Биография
Брайан Димер родился 10 октября 1961 года в городе Гранд-Рапидс, штат Мичиган. Занимался лёгкой атлетикой во время учёбы в местной старшей школе South Christian High School, в частности становился чемпионом штата в беге на 1 милю.
Продолжил спортивную карьеру в Мичиганском университете, в составе университетской легкоатлетической команды «Мичиган Вулверинс» успешно выступал на различных студенческих соревнованиях, в том числе выигрывал чемпионат Национальной ассоциации студенческого спорта (NCAA) в беге на 3000 метров с препятствиями.
В 1983 году в стипльчезе выиграл серебряные медали на чемпионате США в Индианаполисе и на международном турнире в Стокгольме. Стартовал на впервые проводившемся чемпионате мира по лёгкой атлетике в Хельсинки, где сумел дойти до стадии полуфиналов.
В 1984 году в беге на 3000 метров с препятствиями получил серебро на национальном олимпийском отборочном турнире в Лос-Анджелесе, был лучшим на турнире Prefontaine Classic в Юджине. На домашних летних Олимпийских играх в Лос-Анджелесе с результатом 8:14.06	завоевал бронзовую награду, уступив в финале только кенийцу Джулиусу Кориру и представителю Франции Жозефу Махмуду. Также в этом сезоне на соревнованиях в Кобленце установил свой личный рекорд — 8:13.16.
В 1987 году среди прочего выступил на чемпионате мира в Риме, в финале стипльчеза пришёл в финишу четвёртым.
В 1988 году победил на чемпионате США в Тампе и взял бронзу на национальном олимпийском отборочном турнире в Индианаполисе — благодаря этому успешному выступлению удостоился права защищать честь страны на Олимпийских играх в Сеуле, где в конечном счёте остановился на стадии полуфиналов.
В 1989 году на соревнованиях в Хьюстоне защитил звание чемпиона США, показал четвёртый результат на Кубке мира в Барселоне.
В 1990 году в третий раз подряд стал чемпионом США в стипльчезе, одержал победу на домашних Играх доброй воли в Сиэтле.
В 1991 году был пятым на чемпионате мира в Токио.
В 1992 году превзошёл всех соперников на чемпионате страны в рамках национального олимпийского отбора в Новом Орлеане, став таким образом четырёхкратным чемпионом США в беге на 3000 метров с препятствиями. На Олимпийских играх в Барселоне в финале показал результат 8:18.77, расположившись в итоговом протоколе на седьмой строке.
В 1993 году стартовал на чемпионате мира в Штутгарте, не смог преодолеть предварительный квалификационный этап.
В 1995 году выиграл серебряную медаль на Панамериканских играх в Мар-дель-Плате.
На чемпионате США 1996 года в Атланте занял 12-е место в стипльчезе и на этом завершил спортивную карьеру.
Впоследствии работал тренером по лёгкой атлетике в Университете Калвин в Гранд-Рапидсе. Женат, есть четверо детей, которые тоже занимались лёгкой атлетикой на университетском уровне.